# Órmos Livadhóstrou
Órmos Livadhóstrou är en vik i Grekland. Den ligger i den sydöstra delen av landet, 60 km väster om huvudstaden Aten.